# Wheelbarrowing
Wheelbarrowing duidt op een gevaarlijke situatie waarbij het gewicht van een vliegtuig grotendeels of geheel op het neuswiel komt te rusten. Het is een jargonwoord uit de luchtvaart, afkomstig van het Engelse woord voor kruiwagen (wheelbarrow). Letterlijk vertaald is wheelbarrowing dus kruien, rijden zoals een kruiwagen.
Wheelbarrowing kan voorkomen wanneer bij een landend of opstijgend vliegtuig de hoogtebesturing zo gebruikt wordt dat het vliegtuig te ver voorover helt. De oorzaak is vaak te veel voorwaartse druk op de stuurknuppel, wat piloten soms doen bij een poging om met te hoge snelheid te landen. Een typerend voorbeeld is, wanneer bij een driepuntslanding (met alle wielen tegelijk) de hoogteroeren de staart en het hoofdlandingsgestel liften en dus de neus tegen de grond drukken. De hoofdwielen hebben dan geen grip of zijn zelfs van de grond, zodat voornamelijk het neuswiel de baan van het toestel bepaalt, zoals bij een kruiwagen. In extreme gevallen kan een neuspropeller de grond raken.
Bij een start kan wheelbarrowing optreden als de piloot besluit om het toestel bij hoge snelheid geforceerd aan de grond te houden. Het probleem is dan vaak op te lossen door alsnog op te stijgen. Bij een landing is de toestand veel gevaarlijker. Met enig voorbehoud beveelt de FAA aan om vermogen terug te nemen en de lift van de hoogteroeren te verminderen, met als alternatief een doorstart wanneer het toestel voldoende beheersbaar is.
Vaak is het nauwelijks mogelijk om te remmen en bij zijwind zal het toestel gaan draaien om het neuswiel. Wanneer bij wheelbarrowing ook één kant van het hoofdlandingsgestel grip heeft of krijgt, zal het vliegtuig gewoonlijk een bocht (ground loop) maken naar de kant met grip. Dit effect lijkt op een taxiënd vliegtuig dat te krap of te snel draait. Het vliegtuig kan opzij vallen en tegen de grond slaan.
Bij een vliegtuig met een staartwiel kan wheelbarrowing niet optreden, maar zo'n toestel kan bij een mislukte start of landing of op ruw terrein wel met neus of vleugels tegen de grond slaan.